# Partecipanti al Tour de France 2024
Elenco dei partecipanti al Tour de France 2024.
Il Tour de France 2024 è la centoundicesima edizione della corsa. Alla competizione prendono parte 22 squadre: le diciotto con licenza UCI World Tour 2024 e quattro UCI ProTeam.
Ciascuna delle squadre è composta da otto ciclisti, per un totale di 176 ciclisti accreditati alla partenza.

## Corridori per squadra
Nota: R ritirato, NP non partito, FTM fuori tempo massimo, SQ squalificato
| Team Visma-Lease a Bike   | Team Visma-Lease a Bike   | Team Visma-Lease a Bike   | UAE Team Emirates     | UAE Team Emirates     | UAE Team Emirates     | Team Jayco AlUla                | Team Jayco AlUla                | Team Jayco AlUla                |
| ------------------------- | ------------------------- | ------------------------- | --------------------- | --------------------- | --------------------- | ------------------------------- | ------------------------------- | ------------------------------- |
| N°                        | Ciclista                  | Clas.                     | N°                    | Ciclista              | Clas.                 | N°                              | Ciclista                        | Clas.                           |
| 1                         | Jonas Vingegaard          | 2º                        | 11                    | Tadej Pogačar         | 1°                    | 21                              | Simon Yates                     | 12°                             |
| 2                         | Tiesj Benoot              | 49°                       | 12                    | João Almeida          | 4°                    | 22                              | Luke Durbridge                  | 123°                            |
| 3                         | Matteo Jorgenson          | 8°                        | 13                    | Juan Ayuso            | R 13ª                 | 23                              | Dylan Groenewegen               | 135°                            |
| 4                         | Wilco Kelderman           | 21°                       | 14                    | Nils Politt           | 75°                   | 24                              | Chris Harper                    | NP 16ª                          |
| 5                         | Christophe Laporte        | 84°                       | 15                    | Pavel Sivakov         | 32°                   | 25                              | Christopher Juul Jensen         | 97°                             |
| 6                         | Bart Lemmen               | 70°                       | 16                    | Marc Soler            | 44°                   | 26                              | Michael Matthews                | 89°                             |
| 7                         | Jan Tratnik               | 64°                       | 17                    | Tim Wellens           | 80°                   | 27                              | Luka Mezgec                     | 116°                            |
| 8                         | Wout Van Aert             | 52°                       | 18                    | Adam Yates            | 6°                    | 28                              | Elmar Reinders                  | NP 16ª                          |
| Ineos Grenadiers          | Ineos Grenadiers          | Ineos Grenadiers          | Lidl-Trek             | Lidl-Trek             | Lidl-Trek             | Decathlon AG2R La Mondiale Team | Decathlon AG2R La Mondiale Team | Decathlon AG2R La Mondiale Team |
| N°                        | Ciclista                  | Clas.                     | N°                    | Ciclista              | Clas.                 | N°                              | Ciclista                        | Clas.                           |
| 31                        | Carlos Rodríguez          | 7°                        | 41                    | Giulio Ciccone        | 11°                   | 51                              | Felix Gall                      | 14°                             |
| 32                        | Egan Bernal               | 29°                       | 42                    | Julien Bernard        | 22°                   | 52                              | Bruno Armirail                  | 33°                             |
| 33                        | Jonathan Castroviejo      | 53°                       | 43                    | Tim Declercq          | NP 11ª                | 53                              | Sam Bennett                     | R 17ª                           |
| 34                        | Laurens De Plus           | 15°                       | 44                    | Ryan Gibbons          | 87°                   | 54                              | Dorian Godon                    | 82°                             |
| 35                        | Michał Kwiatkowski        | 54°                       | 45                    | Mads Pedersen         | NP 8ª                 | 55                              | Paul Lapeira                    | 88°                             |
| 36                        | Thomas Pidcock            | NP 14ª                    | 46                    | Toms Skujiņš          | 45°                   | 56                              | Oliver Naesen                   | 83°                             |
| 37                        | Geraint Thomas            | 42°                       | 47                    | Jasper Stuyven        | 61°                   | 57                              | Nans Peters                     | 76°                             |
| 38                        | Ben Turner                | 115°                      | 48                    | Carlos Verona         | 24°                   | 58                              | Nicolas Prodhomme               | 48°                             |
| Bahrain Victorious        | Bahrain Victorious        | Bahrain Victorious        | Soudal Quick-Step     | Soudal Quick-Step     | Soudal Quick-Step     | Red Bull-Bora-Hansgrohe         | Red Bull-Bora-Hansgrohe         | Red Bull-Bora-Hansgrohe         |
| N°                        | Ciclista                  | Clas.                     | N°                    | Ciclista              | Clas.                 | N°                              | Ciclista                        | Clas.                           |
| 61                        | Pello Bilbao              | R 12ª                     | 71                    | Remco Evenepoel       | 3°                    | 81                              | Primož Roglič                   | NP 13ª                          |
| 62                        | Nikias Arndt              | 111°                      | 72                    | Jan Hirt              | 67°                   | 82                              | Nico Denz                       | 110°                            |
| 63                        | Phil Bauhaus              | NP 16ª                    | 73                    | Yves Lampaert         | 125°                  | 83                              | Marco Haller                    | 85°                             |
| 64                        | Santiago Buitrago         | 10°                       | 74                    | Mikel Landa           | 5°                    | 84                              | Jai Hindley                     | 18°                             |
| 65                        | Jack Haig                 | 31°                       | 75                    | Gianni Moscon         | 86°                   | 85                              | Bob Jungels                     | 37°                             |
| 66                        | Matej Mohorič             | 127°                      | 76                    | Casper Pedersen       | NP 4ª                 | 86                              | Matteo Sobrero                  | 60°                             |
| 67                        | Wout Poels                | 43°                       | 77                    | Ilan Van Wilder       | 26°                   | 87                              | Danny van Poppel                | 120°                            |
| 68                        | Fred Wright               | FTM 11ª                   | 78                    | Louis Vervaeke        | R 14ª                 | 88                              | Aleksandr Vlasov                | NP 10ª                          |
| Groupama-FDJ              | Groupama-FDJ              | Groupama-FDJ              | Alpecin-Deceuninck    | Alpecin-Deceuninck    | Alpecin-Deceuninck    | EF Education-EasyPost           | EF Education-EasyPost           | EF Education-EasyPost           |
| N°                        | Ciclista                  | Clas.                     | N°                    | Ciclista              | Clas.                 | N°                              | Ciclista                        | Clas.                           |
| 91                        | David Gaudu               | 65°                       | 101                   | Mathieu van der Poel  | 96°                   | 111                             | Richard Carapaz                 | 17°                             |
| 92                        | Kevin Geniets             | 58°                       | 102                   | Silvan Dillier        | 126°                  | 112                             | Alberto Bettiol                 | R 14ª                           |
| 93                        | Romain Grégoire           | 41°                       | 103                   | Robbe Ghys            | 134°                  | 113                             | Stefan Bissegger                | 100°                            |
| 94                        | Stefan Küng               | NP 19ª                    | 104                   | Søren Kragh Andersen  | FTM 12ª               | 114                             | Rui Costa                       | 68°                             |
| 95                        | Valentin Madouas          | 25°                       | 105                   | Axel Laurance         | 99°                   | 115                             | Ben Healy                       | 27°                             |
| 96                        | Lenny Martinez            | 124°                      | 106                   | Jasper Philipsen      | 128°                  | 116                             | Neilson Powless                 | 59°                             |
| 97                        | Quentin Pacher            | 46°                       | 107                   | Jonas Rickaert        | FTM 12ª               | 117                             | Sean Quinn                      | 78°                             |
| 98                        | Clément Russo             | 102°                      | 108                   | Gianni Vermeersch     | 107°                  | 118                             | Marijn van den Berg             | 109°                            |
| Lotto Dstny               | Lotto Dstny               | Lotto Dstny               | Israel-Premier Tech   | Israel-Premier Tech   | Israel-Premier Tech   | Cofidis                         | Cofidis                         | Cofidis                         |
| N°                        | Ciclista                  | Clas.                     | N°                    | Ciclista              | Clas.                 | N°                              | Ciclista                        | Clas.                           |
| 121                       | Arnaud De Lie             | 119°                      | 131                   | Stephen Williams      | 73°                   | 141                             | Guillaume Martin                | 13°                             |
| 122                       | Cédric Beullens           | 121°                      | 132                   | Pascal Ackermann      | 112°                  | 142                             | Piet Allegaert                  | 114°                            |
| 123                       | Victor Campenaerts        | 81°                       | 133                   | Guillaume Boivin      | NP 14ª                | 143                             | Bryan Coquard                   | 104°                            |
| 124                       | Jarrad Drizners           | 139°                      | 134                   | Jakob Fuglsang        | 38°                   | 144                             | Simon Geschke                   | 94°                             |
| 125                       | Sébastien Grignard        | 129°                      | 135                   | Derek Gee             | 9°                    | 145                             | Jesús Herrada                   | NP 13ª                          |
| 126                       | Maxim Van Gils            | NP 16ª                    | 136                   | Hugo Houle            | 50°                   | 146                             | Ion Izagirre                    | R 11ª                           |
| 127                       | Harm Vanhoucke            | 130°                      | 137                   | Krists Neilands       | 66°                   | 147                             | Alexis Renard                   | R 11ª                           |
| 128                       | Brent Van Moer            | 95°                       | 138                   | Jake Stewart          | NP 19ª                | 148                             | Axel Zingle                     | 108°                            |
| Movistar Team             | Movistar Team             | Movistar Team             | Arkéa-B&B Hotels      | Arkéa-B&B Hotels      | Arkéa-B&B Hotels      | Intermarché-Wanty               | Intermarché-Wanty               | Intermarché-Wanty               |
| N°                        | Ciclista                  | Clas.                     | N°                    | Ciclista              | Clas.                 | N°                              | Ciclista                        | Clas.                           |
| 151                       | Enric Mas                 | 19°                       | 161                   | Kévin Vauquelin       | 91°                   | 171                             | Louis Meintjes                  | 20°                             |
| 152                       | Alex Aranburu             | 71°                       | 162                   | Amaury Capiot         | R 14ª                 | 172                             | Biniam Girmay                   | 113°                            |
| 153                       | Davide Formolo            | 72°                       | 163                   | Clément Champoussin   | 101°                  | 173                             | Kobe Goossens                   | 69°                             |
| 154                       | Fernando Gaviria          | R 17ª                     | 164                   | Arnaud Démare         | FTM 19ª               | 174                             | Hugo Page                       | 117°                            |
| 155                       | Oier Lazkano              | 79°                       | 165                   | Raúl García Pierna    | 98°                   | 175                             | Laurenz Rex                     | 118°                            |
| 156                       | Gregor Mühlberger         | 56°                       | 166                   | Daniel McLay          | 136°                  | 176                             | Mike Teunissen                  | 93°                             |
| 157                       | Nelson Oliveira           | 51°                       | 167                   | Luca Mozzato          | 137°                  | 177                             | Gerben Thijssen                 | R 15ª                           |
| 158                       | Javier Romo               | 23°                       | 168                   | Cristián Rodríguez    | 36°                   | 178                             | Georg Zimmermann                | 77°                             |
| Team DSM-Firmenich PostNL | Team DSM-Firmenich PostNL | Team DSM-Firmenich PostNL | Astana Qazaqstan Team | Astana Qazaqstan Team | Astana Qazaqstan Team | Uno-X Mobility                  | Uno-X Mobility                  | Uno-X Mobility                  |
| N°                        | Ciclista                  | Clas.                     | N°                    | Ciclista              | Clas.                 | N°                              | Ciclista                        | Clas.                           |
| 181                       | Romain Bardet             | 30°                       | 191                   | Mark Cavendish        | 141°                  | 201                             | Magnus Cort Nielsen             | 57°                             |
| 182                       | Warren Barguil            | 40°                       | 192                   | Davide Ballerini      | 140°                  | 202                             | Jonas Abrahamsen                | 55°                             |
| 183                       | John Degenkolb            | 122°                      | 193                   | Cees Bol              | 138°                  | 203                             | Odd Christian Eiking            | 34°                             |
| 184                       | Nils Eekhoff              | R 19ª                     | 194                   | Evgenij Fëdorov       | FTM 12ª               | 204                             | Tobias Johannessen              | 35°                             |
| 185                       | Fabio Jakobsen            | R 12ª                     | 195                   | Michele Gazzoli       | R 1ª                  | 205                             | Alexander Kristoff              | 131°                            |
| 186                       | Oscar Onley               | 39°                       | 196                   | Aleksej Lucenko       | R 17ª                 | 206                             | Johannes Kulset                 | 47°                             |
| 187                       | Frank van den Broek       | 62°                       | 197                   | Michael Mørkøv        | NP 12ª                | 207                             | Rasmus Tiller                   | 105°                            |
| 188                       | Bram Welten               | FTM 15ª                   | 198                   | Harold Tejada         | 74°                   | 208                             | Søren Wærenskjold               | 133°                            |
| TotalEnergies             |                           |                           |                       |                       |                       |                                 |                                 |                                 |
| N°                        | Ciclista                  | Clas.                     |                       |                       |                       |                                 |                                 |                                 |
| 211                       | Steff Cras                | 16°                       |                       |                       |                       |                                 |                                 |                                 |
| 212                       | Mathieu Burgaudeau        | 63°                       |                       |                       |                       |                                 |                                 |                                 |
| 213                       | Sandy Dujardin            | 132°                      |                       |                       |                       |                                 |                                 |                                 |
| 214                       | Thomas Gachignard         | 92°                       |                       |                       |                       |                                 |                                 |                                 |
| 215                       | Fabien Grellier           | 90°                       |                       |                       |                       |                                 |                                 |                                 |
| 216                       | Jordan Jegat              | 28°                       |                       |                       |                       |                                 |                                 |                                 |
| 217                       | Anthony Turgis            | 106°                      |                       |                       |                       |                                 |                                 |                                 |
| 218                       | Mattéo Vercher            | 103°                      |                       |                       |                       |                                 |                                 |                                 |

## Ciclisti per nazione
Le nazionalità rappresentate nella manifestazione sono 24; in tabella il numero dei ciclisti suddivisi per la propria nazione di appartenenza:
| Numero ciclisti | Nazione                                               |
| --------------- | ----------------------------------------------------- |
| 32              | Francia                                               |
| 28              | Belgio                                                |
| 15              | Spagna                                                |
| 14              | Paesi Bassi                                           |
| 11              | Gran Bretagna                                         |
| 8               | Danimarca, Germania, Italia                           |
| 7               | Norvegia                                              |
| 6               | Australia                                             |
| 5               | Slovenia                                              |
| 4               | Colombia                                              |
| 3               | Austria, Canada, Svizzera, Stati Uniti, Portogallo    |
| 2               | Irlanda, Kazakistan, Lettonia, Lussemburgo, Sudafrica |
| 1               | Rep. Ceca, Ecuador, Eritrea, Polonia, Russia          |

### Quadro d'insieme nazionalità e tappe
| Nazione       | Corridori partenti | Corridori arrivati | Tappe vinte                                                 |
| ------------- | ------------------ | ------------------ | ----------------------------------------------------------- |
| Francia       | 32                 | 30                 | 3 (Romain Bardet, Kévin Vauquelin, Anthony Turgis)          |
| Belgio        | 28                 | 22                 | 5 (3 Jasper Philipsen, Remco Evenepoel, Victor Campenaerts) |
| Spagna        | 15                 | 11                 | -                                                           |
| Paesi Bassi   | 14                 | 10                 | 1 (Dylan Groenewegen)                                       |
| Gran Bretagna | 11                 | 8                  | 1 (Mark Cavendish)                                          |
| Danimarca     | 8                  | 4                  | 1 (Jonas Vingegaard)                                        |
| Germania      | 8                  | 7                  | -                                                           |
| Italia        | 8                  | 6                  | -                                                           |
| Norvegia      | 7                  | 7                  | -                                                           |
| Australia     | 6                  | 5                  | -                                                           |
| Slovenia      | 5                  | 4                  | 6 (Tadej Pogačar)                                           |
| Colombia      | 4                  | 3                  | -                                                           |
| Austria       | 3                  | 3                  | -                                                           |
| Canada        | 3                  | 2                  | -                                                           |
| Svizzera      | 3                  | 2                  | -                                                           |
| Stati Uniti   | 3                  | 3                  | -                                                           |
| Portogallo    | 3                  | 3                  | -                                                           |
| Irlanda       | 2                  | 1                  | -                                                           |
| Kazakistan    | 2                  | 0                  | -                                                           |
| Lettonia      | 2                  | 2                  | -                                                           |
| Lussemburgo   | 2                  | 2                  | -                                                           |
| Sudafrica     | 2                  | 2                  | -                                                           |
| Rep. Ceca     | 1                  | 1                  | -                                                           |
| Ecuador       | 1                  | 1                  | 1 (Richard Carapaz)                                         |
| Eritrea       | 1                  | 1                  | 3 (Biniam Girmay)                                           |
| Polonia       | 1                  | 1                  | -                                                           |
| Russia        | 1                  | 0                  | -                                                           |
| Totale        | 176                | 141                | 21                                                          |